# الجامعة الملكية المغربية لركوب الموج
الجامعة الملكية المغربية لركوب الموج هي الهيئة المسؤولة عن تنظيم وتطوير وإدارة رياضة ركوب الأمواج في المغرب.